# アイアンマウンテン (ミズーリ州)
アイアンマウンテン（英語: Iron Mountain）は、アメリカ合衆国ミズーリ州セントフランソワ郡南西部にある非法人地域である。ビスマルクの南、約6マイルに位置する。1836年に採鉱地として設立され、かつて全てが鉄鉱石でできていると考えられていた近隣の山「アイアンマウンテン」に因んで名付けられた。1846年にはアイアンマウンテンと呼ばれる郵便局が設立され、1978年まで営業を続けた。
この地域の鉄道の歴史は古く、採掘された鉱物の流通において鉄道は必須の手段であった。